# سفارت افغانستان در دهلی نو

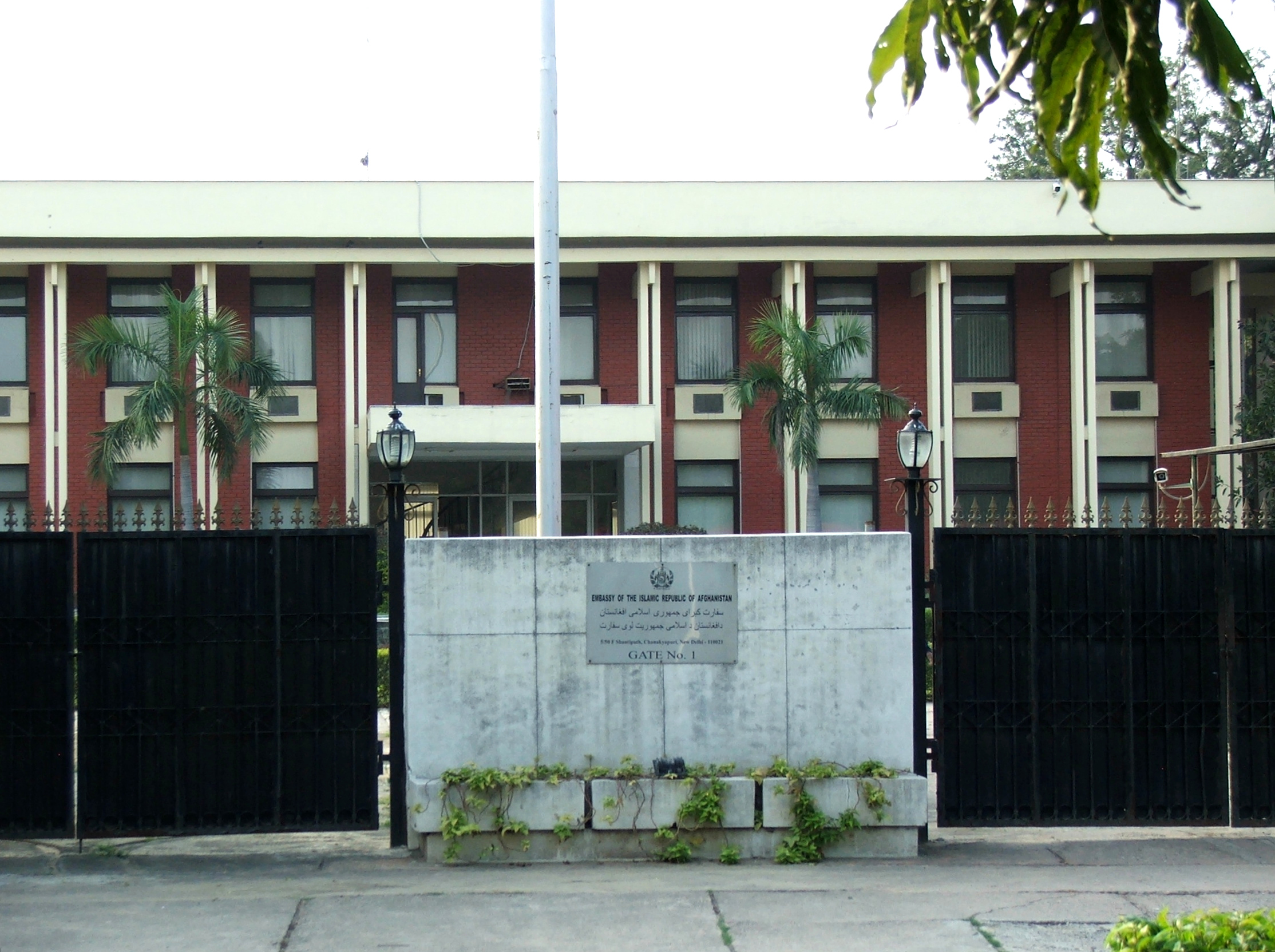
سفارت افغانستان در دهلی نو

سفارت افغانستان در دهلی نو (به انگلیسی: Embassy of Afghanistan) یک منطقهٔ مسکونی و نمایندگی سیاسی این کشور در هند است که در Chanakyapuri واقع شده‌است.